# Records de France de cyclisme sur piste
Les records de France de cyclisme sur piste sont les meilleures performances réalisées par des pistards français et homologuées par la Fédération française de cyclisme.

## Hommes
| Épreuve                                                      | Record         | Cycliste                                                      | Date              | Compétition           | Lieu                              | Ref   |
| ------------------------------------------------------------ | -------------- | ------------------------------------------------------------- | ----------------- | --------------------- | --------------------------------- | ----- |
| Sprint sur 200 mètres, départ lancé                          | 9 s 347        | François Pervis                                               | 6 décembre 2013   | Coupe du monde        | Aguascalientes, Mexique           | [ 1 ] |
| Sprint sur 500 mètres, départ lancé                          | 25 s 850       | Arnaud Duble                                                  | 10 octobre 2001   |                       | La Paz, Bolivie                   |       |
| Contre-la-montre sur 500 mètres, départ arrêté               | 31 s 805       | Arnaud Tournant                                               | 29 octobre 1999   |                       | Grenoble, France                  |       |
| Kilomètre contre-la-montre, départ lancé                     | 58 s 765       | Frédéric Lancien                                              | 30 juillet 1993   |                       | Bordeaux, France                  |       |
| Kilomètre contre-la-montre, départ arrêté                    | 56 s 303       | François Pervis                                               | 7 décembre 2013   | Coupe du monde        | Aguascalientes, Mexique           | [ 2 ] |
| Kilomètre contre-la-montre, départ arrêté (niveau de la mer) | 1 min 0 s 207  | François Pervis                                               | 20 février 2015   | Championnats du monde | Saint-Quentin-en-Yvelines, France | [ 3 ] |
| Sprint sur 750 mètres par équipes départ arrêté              | 41 s 993       | Florian Grengbo Sébastien Vigier Rayan Helal                  | 6 août 2024       | Jeux Olympiques       | Saint-Quentin-en-Yvelines, France | [ 4 ] |
| Poursuite individuelle sur 4 000 mètres                      | 4 min 5 s 644  | Corentin Ermenault                                            | 22 avril 2022     | Coupe des nations     | Glasgow, Ecosse                   | [ 5 ] |
| Poursuite par équipes sur 4 000 mètres                       | 3 min 45 s 514 | Benjamin Thomas Thomas Denis Thomas Boudat Valentin Tabellion | 5 août 2024       | Jeux olympiques       | Saint-Quentin-en-Yvelines, France |       |
| Record de l'heure                                            | 52,557 km      | Louis Pijourlet                                               | 15 septembre 2023 |                       | Granges, Suisse                   | [ 6 ] |

## Femmes
| Épreuve                                         | Record         | Cycliste                                                  | Date              | Compétition            | Lieu                              | Ref    |
| ----------------------------------------------- | -------------- | --------------------------------------------------------- | ----------------- | ---------------------- | --------------------------------- | ------ |
| Sprint sur 200 mètres, départ lancé             | 10 s 182       | Mathilde Gros                                             | 9 août 2024       | Jeux olympiques 2024   | Saint-Quentin-en-Yvelines, France | [ 7 ]  |
| Sprint sur 500 mètres, départ lancé             | 30 s 222       | Félicia Ballanger                                         | 29 septembre 1997 |                        | Paris, France                     |        |
| Contre-la-montre sur 500 mètres, départ arrêté  | 32 s 835       | Taky Marie-Divine Kouamé                                  | 15 octobre 2022   | Championnats du monde  | Saint-Quentin-en-Yvelines, France | [ 8 ]  |
| Kilomètre contre-la-montre, départ arrêté       | 1 min 6 s 835  | Taky Marie-Divine Kouamé                                  | 15 février 2025   | Championnats d'Europe  | Heusden-Zolder, Belgique          | [ 9 ]  |
| Sprint sur 500 mètres par équipes départ arrêté | 33 s 160       | Sandie Clair Mathilde Gros                                | 3 août 2018       | Championnats d'Europe  | Glasgow, Royaume-Uni              | [ 10 ] |
| Sprint sur 750 mètres par équipes départ arrêté | 47 s 118       | Taky Marie-Divine Kouamé Mathilde Gros Julie Michaux      | 12 octobre 2022   | Championnats du monde  | Saint-Quentin-en-Yvelines, France | [ 11 ] |
| Poursuite individuelle sur 3 000 mètres         | 3 min 20 s 780 | Marion Borras                                             | 8 octobre 2021    | Championnats d'Europe  | Granges, Suisse                   | [ 12 ] |
| Poursuite individuelle sur 4 000 mètres         | 4 min 42 s 730 | Marion Borras                                             | 4 janvier 2025    | Championnats de France | Loudéac, France                   | [ 13 ] |
| Poursuite par équipes sur 3 000 mètres          | 3 min 30 s 667 | Roxane Fournier Aude Biannic Pascale Jeuland              | 3 octobre 2015    |                        | Bordeaux, France                  |        |
| Poursuite par équipes sur 4 000 mètres          | 4 min 6 s 987  | Clara Copponi Marion Borras Valentine Fortin Marie Le Net | 7 août 2024       | Jeux olympiques        | Saint-Quentin-en-Yvelines, France | [ 15 ] |
| Record de l'heure                               | 45,094 km      | Jeannie Longo                                             | 7 décembre 2000   |                        | Mexico, Mexique                   |        |
| Record de l'heure (meilleure performance UCI)   | 48,159 km RM   | Jeannie Longo                                             | 26 octobre 1996   |                        | Mexico, Mexique                   |        |